# Brian Mackenzie
Pour les articles homonymes, voir Mackenzie.
Brian Mackenzie, baron Mackenzie de Framwellgate, (né le 21 mars 1943) est un ancien travailliste britannique et maintenant membre non aligné de la Chambre des lords. Il est l'ancien président de l'Association des surindendants de police.

## Jeunesse
Mackenzie est né à Darlington et fait ses études à l'Eastbourne Boys School. Après avoir rejoint la police, il étudie le droit à l'Université de Londres.
Mackenzie gravit les échelons du service de police, devenant surintendant après avoir été détaché au ministère de l'Intérieur, puis surintendant en chef de la gendarmerie de Durham. Diplômé de l'Académie du FBI à Quantico, en Virginie, il est actif au sein de l'Association des surintendants de police et en est le président pendant trois ans.
En 1998, Mackenzie est élevé à la Pairie en tant que baron Mackenzie de Framwellgate, de Durham dans le comté de Durham. À la Chambre des lords, Mackenzie est très actif dans ses interventions sur les questions liées à la criminalité et aux services de police. Il publie ses mémoires en 2004, Deux vies de Brian - de la police à la politique, publiés par The Memoir Club.
En 2013, Mackenzie est accusé d'avoir offert de faire pression pour une entreprise en échange d'argent liquide, contre les règles parlementaires. Il est par conséquent suspendu du Parti travailliste dans l'attente d'une enquête. Il est par la suite réintégré sans aucune preuve d'actes répréhensibles.
Mackenzie occupe le poste historique et honoraire de Billet Master de la ville de Durham entre 1989 et 2003. Il est nommé membre honoraire du Rotary Club de Chester-le-Street en 2001. Il est nommé OBE dans les honneurs du Nouvel An 1998 pour ses services au service de police et à l'Association des surintendants de police d'Angleterre et du Pays de Galles.